# Jaimee Gundry
Jaimee Nicole Gundry  (née le 15 août 1994 à Johannesbourg) est une plongeuse sud-africaine. 
Elle remporte la médaille d'argent en haut-vol à 10 mètres lors des Championnats d'Afrique de plongeon 2019 à Durban.